# Dalechampia osana
Dalechampia osana är en törelväxtart som beskrevs av Armbr.. Dalechampia osana ingår i släktet Dalechampia och familjen törelväxter. Inga underarter finns listade i Catalogue of Life.